# Ferro (torrente)
Il Ferro è un torrente della Calabria, che scorre interamente in Provincia di Cosenza, ed è uno dei maggiori corsi d'acqua dell'Alto Ionio Cosentino.

## Il corso del torrente
Nasce nel territorio comunale di Alessandria del Carretto ad una quota di circa 1 089 m s.l.m., presso il confine tra la Calabria e la Basilicata. Dopo aver attraversato i territori di Castroregio, Oriolo e Amendolara, sfocia nel Mar Jonio presso il Capo Spulico, poco più a sud di località Marina di Roseto, nel comune di Roseto Capo Spulico. L'ultimo tratto segna il confine comunale tra quest'ultimo e Amendolara.
Il corso si può dividere in tre segmenti differenti per caratteristiche e direzione. Il primo, denominato Canale della Martorella, scorre per circa 5 km in direzione est fino alla confluenza con il Canale del Fico, proveniente dall'area della frazione di Farneta, e presenta pendenze più accentuate, oltre ad un alveo notevolmente stretto. Il secondo tratto presenta, invece, un alveo più ampio e pendenze minori; nel ricevere sulla sinistra orografica il Torrente Falce proveniente dal centro abitato di Oriolo, il Ferro piega in direzione sud-est, presentando da qui in avanti un ampio conoide alluvionale ed originando un'ampia valle all'interno della quale, parallela all'alveo, scorre la SS481. Dopo essere scavalcato dalla SS106 Jonica e dalla ferrovia Taranto-Reggio Calabria, si getta nello Jonio.

## Caratteri idrologici
Il Ferro ha un carattere torrentizio, con prolungati periodi di magra a cui sono associati brevi ma intensi periodi di piena.
Il regime è di tipo pluviale mediterraneo, con la maggior affluenza d'acqua che si verifica sul termine dell'inverno per via delle piogge più frequenti e della fusione della neve. Durante il resto dell'anno, e in particolare nella stagione estiva, il flusso è assente.